# Nålkörvlar
Nålkörvlar (Scandix) är ett släkte av flockblommiga växter. Nålkörvlar ingår i familjen flockblommiga växter.

## Bildgalleri

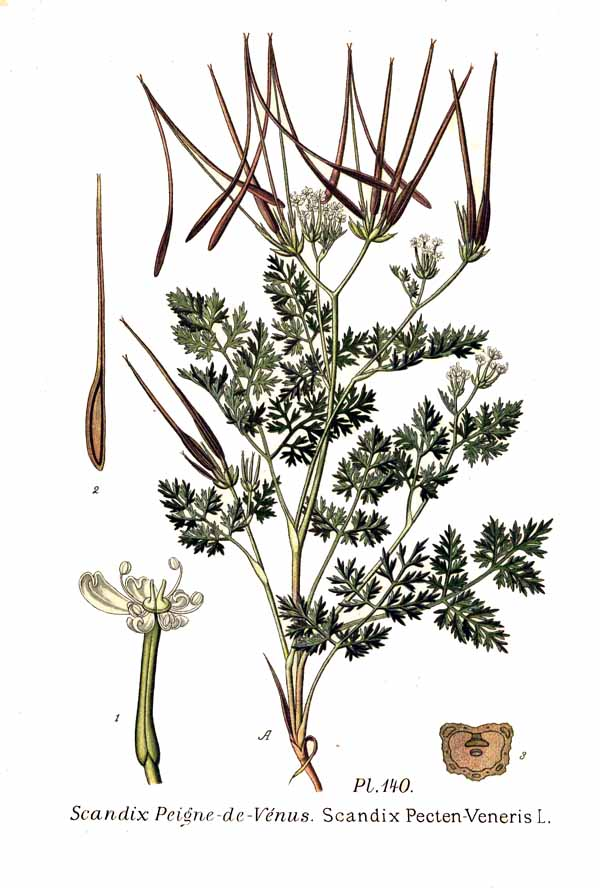
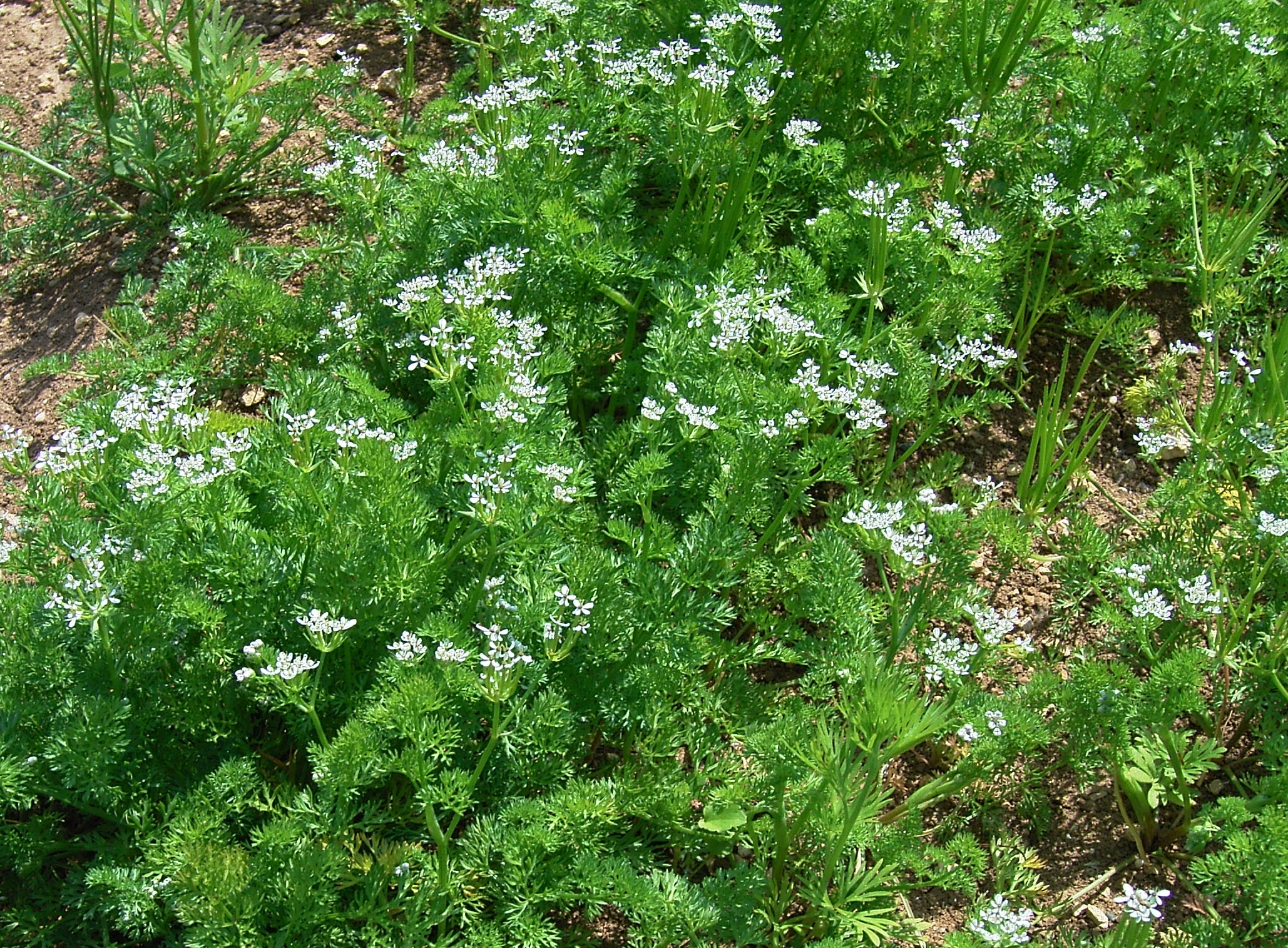
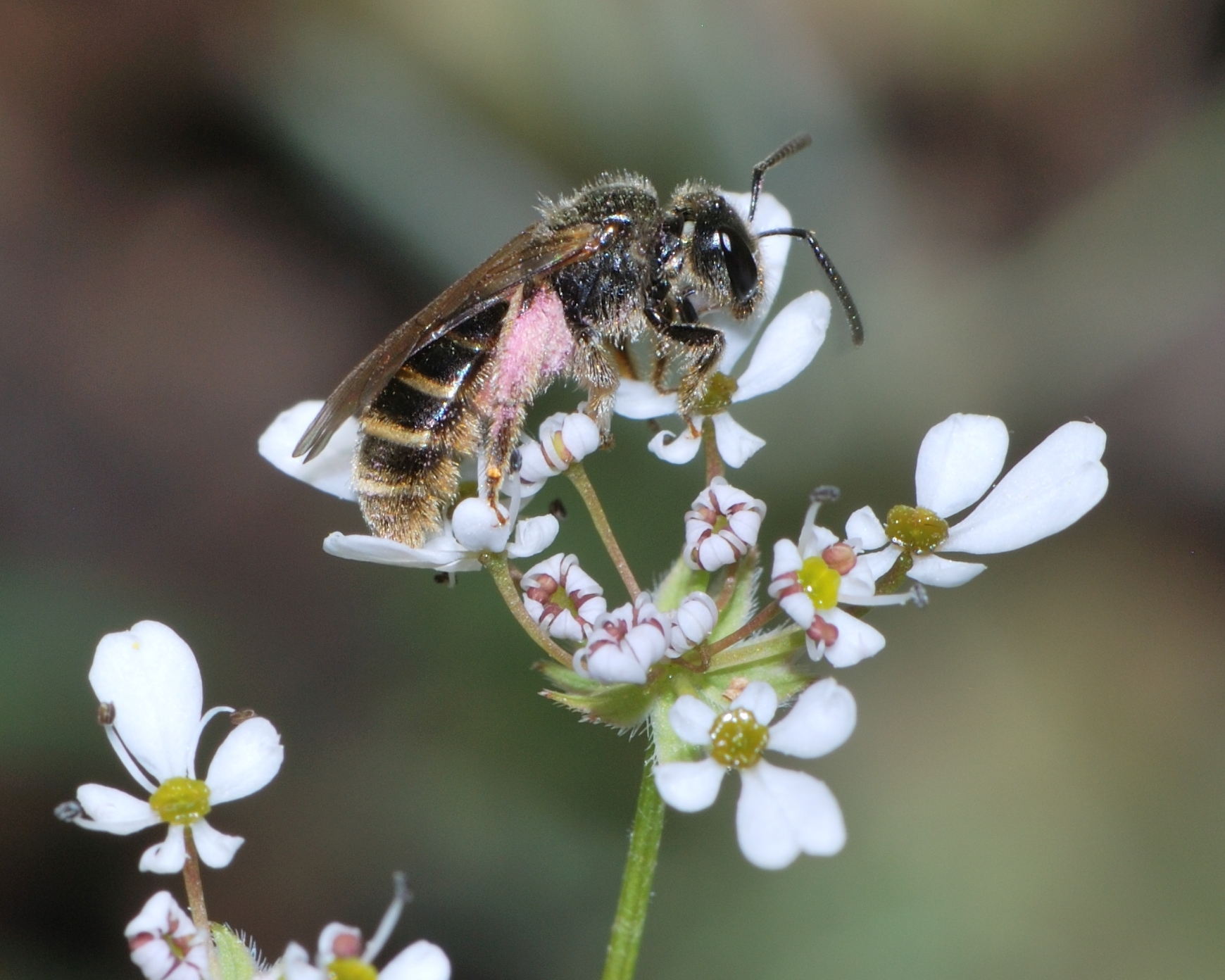

## Dottertaxa till Nålkörvlar, i alfabetisk ordning[1]
- Scandix aegyptiaca
- Scandix affinis
- Scandix apiculata
- Scandix aromatica
- Scandix aucheri
- Scandix aurea
- Scandix australis
- Scandix balansae
- Scandix borziana
- Scandix brachycarpa
- Scandix bulbocastanum
- Scandix bulgarica
- Scandix chevalieri
- Scandix chilensis
- Scandix clavata
- Scandix cornuta
- Scandix curvirostris
- Scandix damascena
- Scandix falcata
- Scandix fedtschenkoana
- Scandix fumarioides
- Scandix georgica
- Scandix gilanica
- Scandix hirsuta
- Scandix hispanica
- Scandix hispida
- Scandix hispidula
- Scandix iberica
- Scandix inferta
- Scandix laeta
- Scandix laevigata
- Scandix latifolia
- Scandix manjurkiana
- Scandix millefolia
- Scandix nutans
- Scandix orientalis
- Scandix palaestina
- Scandix parviflora
- Scandix pecten-veneris
- Scandix persica
- Scandix petraea
- Scandix pinnatifida
- Scandix pontica
- Scandix radiata
- Scandix rostrata
- Scandix russeliana
- Scandix stella
- Scandix stellata
- Scandix stellulata
- Scandix sylvestris
- Scandix taurica
- Scandix tenuifolia
- Scandix tinctoria
- Scandix trichosperma
- Scandix turgida
- Scandix tymphaea
- Scandix wilhelmsii
- Scandix vulgaris